# Pisică andină
Pisica andină (Leopardus jacobita) este un mamifer din familia Felidae. Aceasta se poate găsi în diverse regiuni din America de Sud: în sudul Perului, în nord-vestul Argentinei, în vestul și centrul Boliviei și în Chile.

## Caracteristici
Fizicul pisicii andine seamănă cu a unei pisici obișnuite, dar cea andină este mai mare decât ea. Capul este rotunjit și mic, pe când urechile sunt ascuțite și mari. Pe obraji are dungi colorate. Blana este moale și pufoasă, culoarea predominantă fiind argintiu. Pe blană se regăsesc și câteva pete galben-maronii și dungi late neregulat distribuite. Se găsesc și puține pete de culoare închisă. Dungile de pe picioare sunt distribuite paralel. Coada ocupă jumătate din mărimea ei, fiind foarte lungă. Petele de pe ea sunt distribuite transversal.

### Dimensiunile
lungimea corpului, fără coadă50–64 cm
lungimea cozii37–48 cm
greutatea medie4 kg

### Hrana
Hrana lor o reprezintă rozătoarele mici. Există o suspiciune rezonabilă cum că pisicile andine sunt specializate în vânarea de șinșile și viscachași de câmpie, la altitudinea de peste 3.000 de metri deasupra mării. Dat fiind faptul că șinșilele erau aproape de exterminare, iar viscachașii de câmpie nu erau numeroși, se poate spune că pisicile andine sunt private de extincție.

### Reproducerea
Reproducerea acestei specii este încă o necunoscută. Pisica andină este una dintre cele mai rare și despre care sunt cel-mai-puțin-știute-lucruri pisici sălbatice din lume. Se spune că sezonul reproducerii pentru pisica andină este între lunile iulie și august. Pentru că pui sunt văzuți și în perioada aprilie-octombrie, s-ar putea deduce faptul că sezonul de împerechere ține chiar și în lunile noiembrie și decembrie.

### Stilul de viață
Viața acestor animale este foarte puțin înțeleasă. Se știe că în timp ce pisicile andine sar de pe o rocă pe altă, coada lor face o mișcare de rotație în aer, pentru a le ajuta coordonarea. Coada neobișnuit de lungă le ajută să își mențină echilibrul.

### Habitatul
Pisicile andine trăiesc în zone muntoase, aproape complet lipsite de vegetație și în zone insulare și bineînțeles izolate. Astăzi, doar 2.500 de exemplare mai trăiesc cu adevărat în sălbăticie.

## Starea de conservare
Pisicile andine sunt foarte rare. În trecut, în piețe și în tarabele ilegale se vindea piele de pisică andină. Însă, acum există 7 ordine de protecție pentru pisicile andine, iar braconierii nu au voie să le vâneze. Pisicile andine sunt în pericol de dispariție.